# Sepsis orthocnemis
Sepsis orthocnemis – gatunek muchówki z rodziny wońkowatych i podrodziny Sepsinae.
Gatunek ten opisany został w 1908 roku przez Richarda Freya.
Muchówka o ciele długości od 2 do 2,5 mm. Głowę jej cechują pojedyncza para bardzo słabo rozwiniętych szczecinek orbitalnych i policzki znacznie niższe od oka złożonego. Tułów ma bardzo dobrze rozwinięte szczecinki mezopleuralne i na całej długości biało porośnięte sternopleury. Skrzydła mają odseparowane tylne i przednie komórki bazalne oraz ciemnią plamkę u szczytu żyłki radialnej R2+3. Samiec ma spodnią stronę ud przednich odnóży na odcinku między środkową grupą kolców a wierzchołkiem zaopatrzoną pozbawioną kolców z guzkami. Spodnia strona ud środkowych odnóży samca pozbawiona jest długi włosków. Golenie przedniej pary odnóży samca nie mają trójkątnego wcięcia na końcu nasadowej ⅓ długości. Narządy rozrodcze samca cechuje wierzchołkowa część bocznego płata epandrium o osi przechodzącej w oś podłużną reszty płata. Samicę charakteryzują golenie odnóży środkowych mające szczecinki anterodorsalne oraz golenie odnóży tylnych z bez szczecinek anterodorsalnych za środkiem długości.
Owad znany z Hiszpanii, Irlandii, Wielkiej Brytanii, Francji, Belgii, Holandii, Niemiec, Danii, Szwecji, Norwegii, Finlandii, Szwajcarii, Austrii, Włoch, Polski, Czech, Słowacji, Węgier, Rumunii, Bułgarii, Grecji, Turcji, europejskiej części Rosji, Afryki Północnej, Bliskiego Wschodu, wschodniej Palearktyki i orientalnej Azji.